# Guisante negro

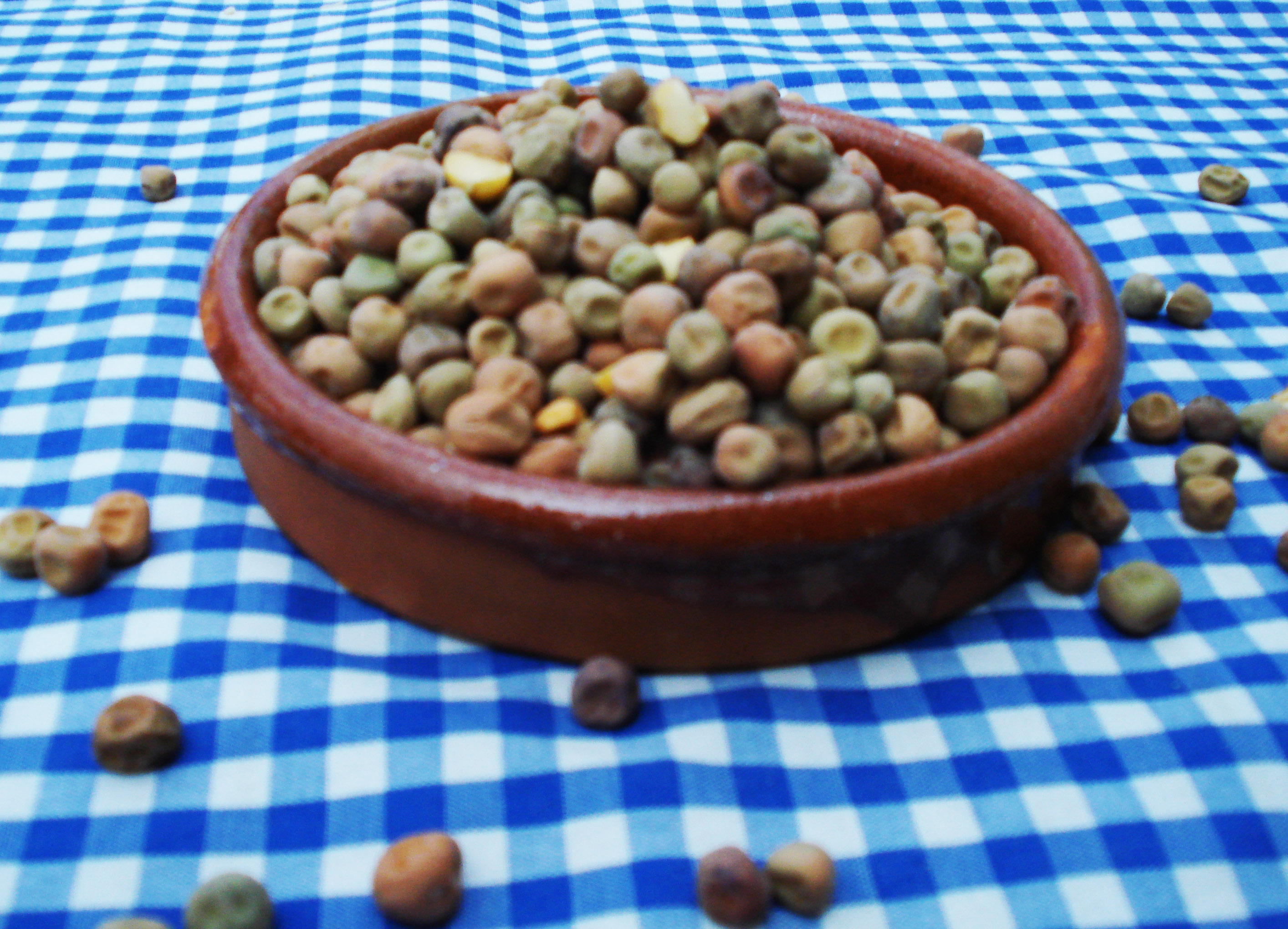
Guisantes negros, en seco.

Los guisantes negros son un plato típico del Bergadá. Solo se hacen en el alta montaña. De hecho se trata de guisantes dejados secar como otra legumbre (garbanzos, judías...) Se acompañan con un trozo de tocino muy asado. Hay que dejarlos a remojo la noche antes con una cucharada de bicarbonato sódico para que queden muy blandos.